# 村田玲奈
村田 玲奈（むらた れいな、1992年8月27日 - ）は、日本のファッションモデル、タレント、女優。
オスカープロモーション所属。

## 経歴・経歴
- 小学6年生の時に第10回全日本国民的美少女コンテストでファイナリストとして出場。
- 幼少期から高校生までクラシックバレエを披露
- 趣味は料理

## 主な活動
モデルとして
- 武田薬品
- マイナビとして就活スタイルブックfor2014
  - いずれもスチール活動
- 展覧会「トンボ」
- 第7代昭和シェル石油イメージパーソナリティ（2015年3月 - 2019年3月）

テレビ・ラジオ出演
- 秘密のケンミンSHOW - 再現VTR及びミニドラマ
- CM「サークルKサンクス」 - Cherie Doice窯出しとろけるプリン「みんな大好き」編
- ラジオ日本「峰竜太のミネスタ」 ゲスト（2015年4月17日）
- テレビ東京　松本清張特別企画「犯罪の回送」 ‐ 上村信子役（2018年7月2日）

WEB
- 官公庁人権人権啓発映像「インターネットと人権」（2014年）